# Алексеев, Василий Петрович (Герой Социалистического Труда)
Васи́лий Петро́вич Алексе́ев (5 декабря 1923, Лопатинский район, Марийская АССР — 10 ноября 1986, Черемшанка, Иркутская область) — передовик советского лесного хозяйства, вздымщик Нижнеудинского химлесхоза в Иркутской области, Герой Социалистического Труда (1971).

## Биография
Родился в 1923 году. Из крестьян. В конце 1930-х годов переехал в Нижнеудинск Иркутской области.
С 1937 года — на хозяйственной, общественной и политической работе. С четырнадцатилетнего возраста работал забойщиком. В 1937—1983 годах — забойщик на слюдяном руднике в Нижнеудинском районе Иркутской области, участник советско-японской войны, вздымщик Нижнеудинского леспромхоза треста «Иркутскхимлес». Работая в лесопромышленном комплексе Иркутской области, Алексеев перевыполнил план по заготовке древесины.
В 1942 году был мобилизован в Красную Армию. Участник Великой Отечественной войны. Служил в 59-м отдельном кавалерийском дивизионе. Участвовал в боевых действиях против японских милитаристов. В 1947 году, демобилизовавшись, вернулся в Нерой и стал работать вздымщиком.
В 1958 году переехал работать на новый Октябрьский лесоучасток. Здесь он добился значительных трудовых результатов.

### Трудовой подвиг
Указом Президиума Верховного Совета СССР от 7 мая 1971 года за выдающиеся успехи, достигнутые в выполнении заданий пятилетки по развитию лесной и деревообрабатывающей промышленности, ему было присвоено звание Героя Социалистического Труда с вручением ордена Ленина и золотой медали «Серп и Молот».

## Награды
За трудовые и боевые успехи был удостоен:
- золотая звезда «Серп и Молот» (07.05.1971)
- орден Ленина (07.05.1971)
- Орден Отечественной войны II степени (11.03.1985)
- Орден «Знак Почёта» (17.09.1966)
- другие медали.